# Darius A. Spieth
 (août 2022).
La mise en forme du texte ne suit pas les recommandations de Wikipédia : il faut le « wikifier ».
Les points d'amélioration suivants sont les cas les plus fréquents. Le détail des points à revoir est peut-être précisé sur la page de discussion.
- Les titres sont pré-formatés par le logiciel. Ils ne sont ni en capitales, ni en gras.
- Le texte ne doit pas être écrit en capitales (les noms de famille non plus), ni en gras, ni en italique, ni en « petit »…
- Le gras n'est utilisé que pour surligner le titre de l'article dans l'introduction, une seule fois.
- L'italique est rarement utilisé : mots en langue étrangère, titres d'œuvres, noms de bateaux, etc.
- Les citations ne sont pas en italique mais en corps de texte normal. Elles sont entourées par des guillemets français : « et ».
- Les listes à puces sont à éviter, des paragraphes rédigés étant largement préférés. Les tableaux sont à réserver à la présentation de données structurées (résultats, etc.).
- Les appels de note de bas de page (petits chiffres en exposant, introduits par l'outil «  Source ») sont à placer entre la fin de phrase et le point final[comme ça].
- Les liens internes (vers d'autres articles de Wikipédia) sont à choisir avec parcimonie. Créez des liens vers des articles approfondissant le sujet. Les termes génériques sans rapport avec le sujet sont à éviter, ainsi que les répétitions de liens vers un même terme.
- Les liens externes sont à placer uniquement dans une section « Liens externes », à la fin de l'article. Ces liens sont à choisir avec parcimonie suivant les règles définies. Si un lien sert de source à l'article, son insertion dans le texte est à faire par les notes de bas de page.
- La présentation des références doit suivre les conventions bibliographiques. Il est recommandé d'utiliser les modèles {{Ouvrage}}, {{Chapitre}}, {{Article}}, {{Lien web}} et/ou {{Bibliographie}}. Le mode d'édition visuel peut mettre en forme automatiquement les références.
- Insérer une infobox (cadre d'informations à droite) n'est pas obligatoire pour parachever la mise en page.

Pour une aide détaillée, merci de consulter Aide:Wikification.
Si vous pensez que ces points ont été résolus, vous pouvez retirer ce bandeau et améliorer la mise en forme d'un autre article.
Darius Alexander Spieth, né en 1970, est professeur d'histoire de l'art, titulaire de la chaire San Diego Alumni Association Chapter Alumni Professor à l'université d'État de Louisiane (LSU).

## Biographie
Darius A. Spieth a soutenu son doctorat à l'université de l'Illinois à Urbana-Champaign et a un MBA en finance de l'université internationale du Japon à Niigata. Il a un BA en histoire de l'art et en français de l'université du Nebraska à Lincoln. Avant d'être recruté en 2003 à l'université d'État de Louisiane, il a été commissaire scientifique d'une exposition sur les gravures vénitiennes du XVIIIe siècle. alors qu'il était assistant de la conservatrice du département des estampes du Fogg Art Museum de l'université Harvard. Il a aussi travaillé pour une des plus importantes galeries d'art européennes spécialisée dans les avant-gardes d'Europe orientale du début du XXe siècle.
Le professeur Spieth est connu notamment pour ses travaux sur l'histoire du marché de l'art et sur l'égyptomanie française. Il est le directeur de rédaction des articles du Grove Dictionary of Art concernant les relations entre le marché de l'art, le droit et l'économie (publié chez Oxford University Press). Il a traduit en anglais des textes de Marc Fumaroli. Bien que ses principaux sujets d'études concernent la France des XVIIIe et XIXe siècles, il est aussi l'auteur de publications sur les œuvres d'artistes et de designers californiens contemporains, comme Sandow Birk (en), Peter Shire (en), Robert Williams et Brian M. Viveros.
Darius Spieth a organisé des expositions à l'échelle internationale. Il a travaillé avec de nombreux intellectuels, critiques d'art, professionnels des musées, designers et créateurs, comme James Cuno, président et directeur exécutif du Getty Museum, Marc Fumaroli, de l'Académie française, Linda Norden, commissaire d'exposition du pavillon américain à la biennale de Venise en 2005, Emmanuel Schwartz, conservateur émérite de l'École des Beaux-Arts de Paris, Blaise Ducos, conservateur en chef, responsable des peintures flamandes et hollandaises au Musée du Louvre et professeur à l'École du Louvre, les peintres californiens Robert Williams, Sandow Birk et Shag, l'animateur du courant lowbrow art en Californie, Greg Escalante, le designer Peter Shire, membre du groupe de Memphis, et Vincent Darré, styliste et architecte d'intérieur, ancien assistant de Karl Lagerfeld.
Darius Spieth a été choisi en 2011 par le California Institute of Technology à Pasadena pour être Mellon Visiting Professor. Il a été deux fois élu, en 2021 et en 2022, professeur favori des étudiants du campus de la Louisiana State University,.

## Publications
- Grove Guide to Art Markets (dir.). New York : Oxford University Press. En ligne, version imprimée à paraître.
- Robert Williams, Revolutionary Reactionary, postface de Ink, Blood, and Linseed Oil. The Collective Writings of Artist Robert Williams. San Francisco : Last Gasp, 2022.
- Information Efficiency in Art Markets Past and Present, in Researching Arts Markets. Past, Present, and Tools for the Future, ss. la dir. d'Elisabetta Lazzaro, Nathalie Moureau et Adriana Turpin. Londres : Routledge, 2021. p. 141-151.
- The Banque Royale Ceiling and the Imagery of Finance in the Age of Absolutism, avec William N. Goetzmann (Yale University), Journal 18, no 10, numéro spécial sur la bulle spéculative de 1720. En ligne.
- Revolutionary Paris and the Market for Netherlandish Art. Leiden, Boston : Brill, 2018.
- From Saint to Hermaphrodite. Guido Cagnacci’s Young Martyr and Jacques-Louis David’s Death of Bara, Ricche Minere, 5, no 10 (2e semestre 2018), p. 86-113.
- Préface. Fumaroli, Marc. What Language to Say the Arts? French Rhetoric and German Aesthetics in the Eighteenth Century, traduit du français et publié par Darius A. Spieth. Baton Rouge : LSU School of Art/LSU Press, 2016.
- Visat. Graveur, peintre et éditeur. Catalogue d'exposition. Pau : Ville de Pau, Musée des Beaux-Arts, 2017.
- Jean-Baptiste Pierre Lebrun, marchand d’art et promoteur du premier Louvre, in La Grande Galerie, Le Journal du Louvre, no 33 (Sept.-Oct.-Nov. 2015), p. 100-101.
- The Anti-Pin-Ups of Brian M. Viveros, in The Dirtyland. The Art of Brian M. Viveros. Culver City (Californie, USA) : Thinkspace, 2015. p. 207-209.
- From L.A. to LA. Peter Shire at LSU. Catalogue d'exposition, dir. avec Jo Lauria. Baton Rouge : LSU Press, 2013.
- The French Context of Het groote tafereel der dwaasheid. John Law, Rococo Culture, and the Riches of the New World, in The Great Mirror of Folly. Finance, Culture, and the Crash of 1720, ss. la dir. de William N. Goetzmann, Catherine Labio et Timothy G. Young. New Haven, London : Yale University Press, 2013. p. 218-233.
- Walter Bortolossi: All That Happened Had to Happen. Catalogue d'exposition. Baton Rouge : LSU Press, 2011.
- Giandomenico Tiepolo’s Il Mondo Nuovo: Peep Shows and the "Politics of Nostalgia", in The Art Bulletin, 92, no 3 (sept. 2010). p. 188-210.
- Pierre-Antoine Labouchère. Un peintre protestant du XIXe siècle, avec Françoise Boniol. Carrière-sous-Poissy, France : La Cause, 2010.
- How Did Japanese Investments Influence International Art Prices?, avec Takato Hiraki, Akitoshi Ito et Naoya Takezawa, in Journal of Financial and Quantitative Analysis, 44, no 6 (déc. 2009). p. 1489-1514.
- Napoleon’s Sorcerers: The Sophisians. University of Delaware Press, 2007.
- Sandow Birk: The Depravities of War. Catalogue d'exposition. Makawao, Maui, Santa Ana : Hui No’eau Visual Arts Center/Grand Central Press, 2007.
- The Corsets Assignat in David’s Death of Marat (1793), in SOURCE. Notes in the History of Art, 25, no 3 (printemps 2006). p. 22-28.
- Prints from the Serenissima: Connoisseurship and the Graphic Arts in Eighteenth-Century Venice. Catalogue d'exposition publié dans Harvard University Art Museum Galleries Guide Series, no 38. Cambridge, Massachusetts, USA : Harvard University Art Museums, 2002.
- Incarcerated: Visions of California in the 21st Century. Catalogue d'exposition. Santa Barbara, Californie, USA : Santa Barbara Contemporary Arts Forum, 2001.

## Conférences enregistrées
- 28 mai 2018 : Le marché de l’art à Paris sous la Révolution et la naissance du Louvre. Conférencier invité, Amis du Louvre, Musée du Louvre, Paris. Disponible sur la chaîne YouTube des Amis du Louvre : https://www.youtube.com/watch?v=22TgMZyhBEM
- 18 novembre 2016 : Percier and Piranesi. Symposium sur Percier: Antiquity and Empire, Bard Graduate Center, New York. Disponible sur la chaîne YouTube du Bard College : https://www.youtube.com/watch?v=h3vBn1QchK0